# 梁鳳儀 (證監會)
梁鳳儀，SBS，JP（1960年—），首任香港財經事務及庫務局副局長，同時為香港貿易發展局財經事務諮詢委員會成員。
梁鳳儀已婚，於中文大學取得社會科學學士學位，並在哥倫比亞大學取得新聞碩士學位。梁鳳儀曾於亞洲華爾街日報任職10年，1994年加入香港金融管理局，2000年4月升為金融管理局助理總裁。2008至2013年任財經事務及庫務局副局長。2015年3月任證監會執行董事。
2018年3月2日兼任證監會副行政總裁。2023年1月1日起，梁鳳儀接替歐達禮為證監會行政總裁，為證監會首位女性行政總裁。